# Charlotte Mitchell (Skispringerin)
Charlotte Mitchell (* 23. August 1994 in Calgary) ist eine kanadische Skispringerin.

## Werdegang
Mitchell, die mit sieben Jahren mit dem Skispringen begann und für den Altius Nordic Ski Club startet, gab ihr internationales Debüt im Rahmen des Skisprung-Continental-Cups am 13. Dezember 2008 in Park City. Mit zwei 32. Plätzen verpasste sie die Punkteränge nur knapp. Wenige Tage später gewann sie in Vancouver mit zwei 30. Plätzen insgesamt zwei Punkte, die ihr am Ende Rang 83 der Gesamtwertung einbrachten. Im August 2009 startete sie zu drei Sommerspringen in Bischofsgrün und Pöhla, verpasste dabei aber die Punkteränge deutlich. Auch im Januar 2011 fiel es ihr zunächst in Schonach im Schwarzwald und Hinterzarten schwer, den zweiten Durchgang und damit die Punkte zu erreichen. Erst in Braunlage und Ljubno gelangen ihr wieder deutlich bessere Ergebnisse. Dabei erreichte sie in Ljubno erstmals zwei Top-20-Platzierungen.
Bei den Nordischen Junioren-Skiweltmeisterschaften 2011 in Otepää erreichte sie im Einzel den 29. Platz. Bei zwei FIS-Springen auf ihrer Heimatschanze im Canada Olympic Park in Calgary erreichte sie ein Jahr später die Plätze vier und sechs. Im März 2013 kam sie zurück in den Continental-Cup-Kader und sprang in Oberwiesenthal auf Anhieb wieder auf den 22. Platz. Nach einem 11. Platz in Örnsköldsvik konnte sie im zweiten und dritten Springen dort erstmals mit jeweils einem zehnten Platz die Top-10-Ränge erreichen. Am Ende erreichte sie mit den insgesamt gewonnenen 85 Punkten den 11. Platz in der Gesamtwertung.
2012 gehörte Mitchell zu den Skispringerinnen, die vor dem internationalen Sportgericht gegen den Ausschluss des Damenskispringens bei den Olympischen Winterspielen 2014 klagten und gewannen.

## Erfolge

### Continental-Cup-Platzierungen
| Saison  | Platz | Punkte |
| ------- | ----- | ------ |
| 2008/09 | 83.   | 02     |
| 2010/11 | 46.   | 43     |
| 2012/13 | 11.   | 85     |